# Deropeltis dichroa
Deropeltis dichroa es una especie de cucaracha del género Deropeltis, familia Blattidae.

## Distribución
Esta especie se encuentra en Sierra Leona, Ghana, Togo y Camerún.